# Cryptomyzus michaelseni
Cryptomyzus michaelseni är en insektsart. Cryptomyzus michaelseni ingår i släktet Cryptomyzus och familjen långrörsbladlöss. Inga underarter finns listade i Catalogue of Life.